# Nikolaj Chabibulin
Nikolaj Ivanovič Chabibulin (in russo Николай Иванович Хабибулин?; Ekaterinburg, 13 gennaio 1973) è un ex hockeista su ghiaccio russo.

## Palmarès

### Olimpiadi
- Oro a Albertville 1992 (con la Squadra Unificata).
- Bronzo a Salt Lake City 2002 (con la Russia).